# Muralha
Luiz Philipe Lima de Oliveira (sinh ngày 21 tháng 1 năm 1993 ở Rio de Janeiro), còn được biết với tên Muralha hay Luiz Philipe Muralha, là một cầu thủ bóng đá Brasil Tiền vệ#Deep-lying playmaker|centre midfielder. Hiện tại anh thi đấu cho Seongnam FC.

## Sự nghiệp

### Thống kê sự nghiệp
(Chính xác Tính đến  ngày 16 tháng 2 năm 2017)
| Câu lạc bộ             | Mùa giải            | Giải vô địch        | Giải vô địch | Giải vô địch | Cúp     | Cúp       | Châu lục | Châu lục  | State League | State League | Tổng    | Tổng      |
| Câu lạc bộ             | Mùa giải            | Hạng đấu            | Số trận      | Bàn thắng    | Số trận | Bàn thắng | Số trận  | Bàn thắng | Số trận      | Bàn thắng    | Số trận | Bàn thắng |
| ---------------------- | ------------------- | ------------------- | ------------ | ------------ | ------- | --------- | -------- | --------- | ------------ | ------------ | ------- | --------- |
| Flamengo               |                     |                     |              |              |         |           |          |           |              |              |         |           |
| 2011                   | Série A             | 13                  | 0            | 1            | 0       | 0         | 0        | 1         | 0            | 15           | 0       |           |
| 2012                   | Série A             | 7                   | 0            | 0            | 0       | 6         | 0        | 9         | 0            | 22           | 0       |           |
| Tổng                   | Tổng                | 20                  | 0            | 1            | 0       | 6         | 0        | 9         | 0            | 37           | 0       |           |
| Portuguesa (mượn)      | 2013                | Série A             | 1            | 0            | 1       | 0         | -        | -         | 11           | 0            | 13      | 0         |
| Portuguesa (mượn)      | Tổng                | Tổng                | 1            | 0            | 1       | 0         | 0        | 0         | 11           | 0            | 13      | 0         |
| Flamengo               | 2014                | Série A             | 8            | 0            | 1       | 0         | 6        | 0         | 12           | 0            | 27      | 0         |
| Flamengo               | Tổng                | Tổng                | 8            | 0            | 1       | 0         | 6        | 0         | 12           | 0            | 27      | 0         |
| Bragantino (mượn)      | 2015                | Série B             | -            | -            | 1       | 0         | -        | -         | 12           | 0            | 13      | 1         |
| Bragantino (mượn)      | Tổng                | Tổng                | 0            | 0            | 1       | 0         | 0        | 0         | 12           | 0            | 13      | 1         |
| Luverdense (mượn)      | 2015                | Série B             | 21           | 1            | -       | -         | -        | -         | -            | -            | 21      | 1         |
| Luverdense (mượn)      | 2016                | Série B             | 6            | 0            | 0       | 0         | -        | -         | -            | -            | 6       | 0         |
| Luverdense (mượn)      | Tổng                | Tổng                | 27           | 1            | 0       | 0         | 0        | 0         | 0            | 0            | 27      | 1         |
| Pohang Steelers (mượn) | 2016                | K League 1          | 20           | 1            | 0       | 0         | -        | -         | -            | -            | 20      | 1         |
| Pohang Steelers (mượn) | 2017                | K League 1          | 33           | 0            | 0       | 0         | -        | -         | -            | -            | 33      | 0         |
| Pohang Steelers (mượn) | Tổng                | Tổng                | 53           | 1            | 0       | 0         | 0        | 0         | 0            | 0            | 53      | 1         |
| Tổng cộng sự nghiệp    | Tổng cộng sự nghiệp | Tổng cộng sự nghiệp | 109          | 2            | 4       | 0         | 12       | 0         | 44           | 0            | 170     | 2         |

theo nguồn kết hợp tại trang chủ chính thức của Flamengo và Flaestatística.

## Danh hiệu
Flamengo
- Campeonato Carioca: 2011, 2014

Portuguesa
- Campeonato Paulista Série A2: 2013

### Đội tuyển quốc gia
- Copa Internacional do Mediterrâneo: 2011